# Енсінільяс
Енсінільяс (ісп. Encinillas) — муніципалітет в Іспанії, у складі автономної спільноти Кастилія-і-Леон, у провінції Сеговія. Населення — 174 особи (2010).
Муніципалітет розташований на відстані близько 75 км на північний захід від Мадрида, 7 км на північ від Сеговії.

## Демографія
Динаміка населення (INE ):